# غانوت
غانوت (بالعبرية: גַּנּוֹת) هو موشاف يقع في المنطقة الوسطى وسط إسرائيل. كان يسمى سابقًا «وادي اللد» (بالعبرية: עֵמֶק לוֹד عيمِك لُود) ويتبع للمجلس الإقليمي سدوت دان.

## التسمية
سميت «غانوت» بهذا الاسم نسبةً لكلمة "גַנּוֹת" في آيةٍ في سفر إرميا «...וְנִטְעוּ גַנּוֹת וְאִכְלוּ אֶת פְּרִיהֶן» (ירמיהו כט כח) وبالعربية «... وَاغْرِسُوا جَنَّاتٍ وَكُلُوا ثَمَرَهَا» (إر 29: 28).

## تاريخ
تأسس الموشاف للمرة الأولى في عام 1950 على يد مجموعة من الجنود المسرحين لكن هذه المحاولة باءت بالفشل. تأسس الموشاف رسميًا في 1955 على يد شركة الاستيطان «رسكو» (بالعبرية: רסקו) واستوعب سكان من كل أنحاء البلاد. تأسس الموشاف على أرض قرية العباسية وتعرف أيضًا «باليهودية» التي دمُرّت في عام 1948.

## السكان
تبلغ مساحة الموشاف حوالي 500 دونم ويقطنه حاليًا حوالي 450 نسمة. على الرغم من انتماء الموشاف إلى الاتحاد الزراعي -كالعديد من المستوطنات الريفية في وسط البلاد- يعمل معظم سكان غانوت بمهن حرة خارج الموشاف ولا تعد الزراعة الدخل الرئيسي. ومن بين الأمور الأخرى الموجودة في الموشاف توجد فيه قاعة مناسبات، مزرعة ركوب علاجي -وهي أحد أنواع العلاج بمساعدة الحيوانات- وغيرهما.

## الموقع
بجانب الموشاف يوجد مبدل الطرق غانوت الذي سمي باسمه والذي يربط طريق 1 (طريق القدس - تل أبيب) مع طريق 4 (طريق أشدود - حيفا). يقع في محيط الموشاف متنزه أرئيل شارون.

## معرض الصور

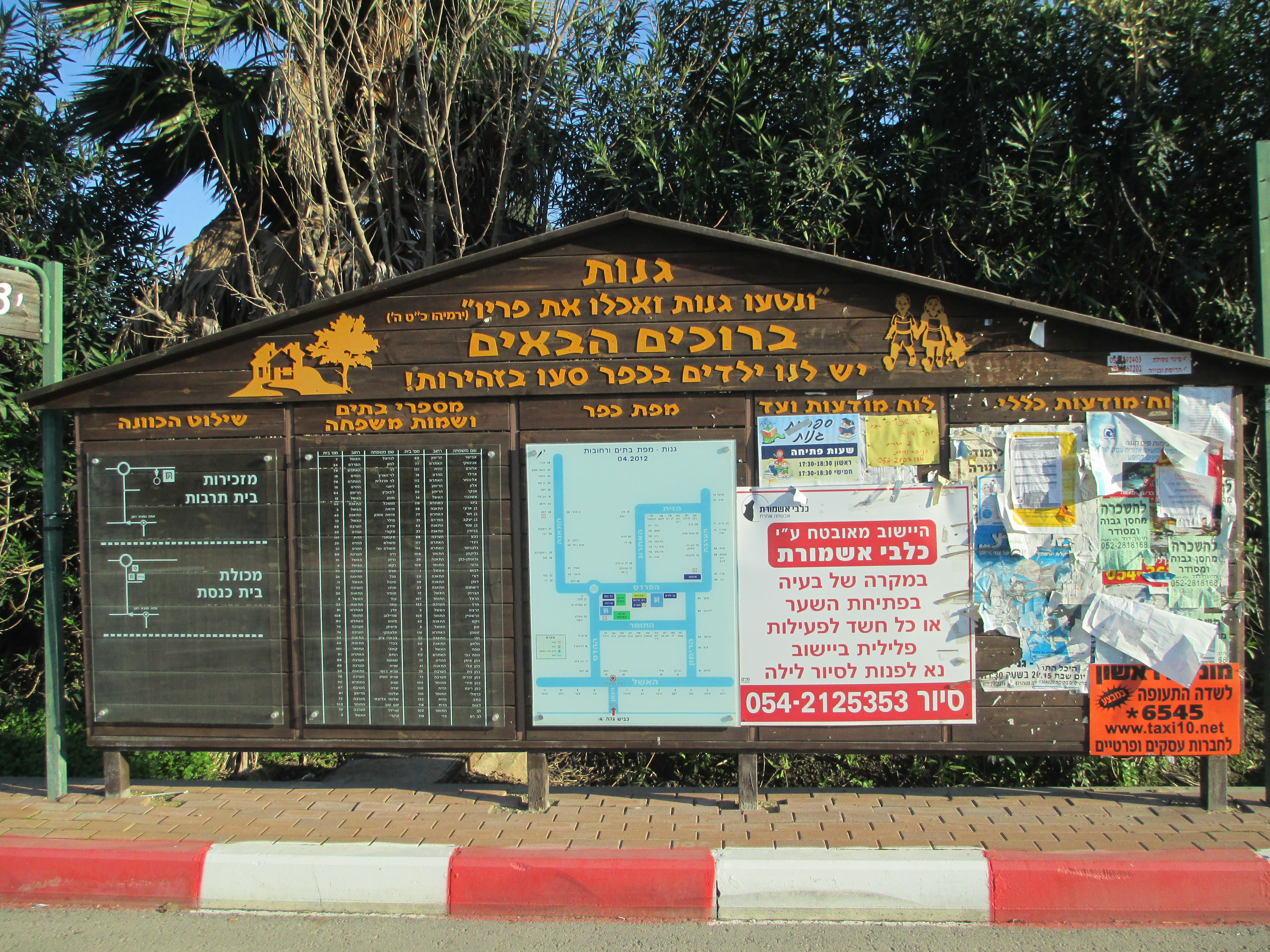
لوحة ترحيب واستعلامات في مدخل الموشاف